# Corinna aberrans
Corinna aberrans là một loài nhện trong họ Corinnidae.
Loài này thuộc chi Corinna. Corinna aberrans được Pelegrin Franganillo-Balboa miêu tả năm 1926.